# 社会主义联盟 (委内瑞拉)
社会主义联盟（西班牙語：Liga Socialista）是委内瑞拉的一个已不存在的极左翼政党。该党成立于1973年，2007年并入委内瑞拉统一社会主义党。该党的意识形态是共产主义、马克思列宁毛主义。该党曾参加圣保罗论坛和玻利瓦尔人民大会。